# Lucy-sur-Cure
Lucy-sur-Cure è un comune francese di 216 abitanti situato nel dipartimento della Yonne nella regione della Borgogna-Franca Contea.

## Società

### Evoluzione demografica
Abitanti censiti